# Szuzuki Júma
Szuzuki Júma (鈴木 優磨; Hepburn: Yūma Suzuki; Csósi, Csiba, 1996. április 26. –) japán labdarúgó, csatár. Jelenleg a Kasima Antlers játékosa.

## Sikerei, díjai

### Klub
Kashima Antlers
- J. League Division 1: 2016
- Japán Ligakupa: 2015
- Császár Kupa: 2016
- Japán Szuperkupa: 2017
- AFC-bajnokok ligája: 2018

### Egyéni
- AFC-bajnokok ligája – legjobb játékosa: 2018[1]

## Statisztikái
| Klub teljesítményei | Klub teljesítményei | Klub teljesítményei | League          | League | Kupa            | Kupa         | Ligakupa        | Ligakupa       | Nemzetközi      | Nemzetközi | Egyéb           | Egyéb | Összesen        | Összesen |
| Szezon              | Klub                | League              | Pályára lépések | Gólok  | Pályára lépések | Gólok        | Pályára lépések | Gólok          | Pályára lépések | Gólok      | Pályára lépések | Gólok | Pályára lépések | Gólok    |
| Japán               | Japán               | Japán               | League          | League | Császár Kupa    | Császár Kupa | Japán Ligakupa  | Japán Ligakupa | AFC             | AFC        | Egyéb           | Egyéb | Összesen        | Összesen |
| ------------------- | ------------------- | ------------------- | --------------- | ------ | --------------- | ------------ | --------------- | -------------- | --------------- | ---------- | --------------- | ----- | --------------- | -------- |
| 2014                | Kasima Antlers      | J1 League           | 0               | 0      | 0               | 0            | 0               | 0              | —               | —          | 0               | 0     | 0               | 0        |
| 2015                | Kasima Antlers      | J1 League           | 7               | 2      | 2               | 0            | 1               | 0              | 0               | 0          | 0               | 0     | 10              | 2        |
| 2016                | Kasima Antlers      | J1 League           | 32              | 8      | 4               | 1            | 6               | 0              | 0               | 0          | 3               | 1     | 45              | 10       |
| 2017                | Kasima Antlers      | J1 League           | 26              | 6      | 4               | 2            | 2               | 2              | 8               | 4          | 4               | 2     | 44              | 16       |
| 2018                | Kasima Antlers      | J1 League           | 30              | 11     | 3               | 4            | 2               | 0              | 14              | 2          | —               | —     | 49              | 17       |
| Teljes karrier      | Teljes karrier      | Teljes karrier      | 95              | 27     | 13              | 7            | 11              | 2              | 22              | 6          | 7               | 3     | 148             | 45       |

## Külső hivatkozások
- Szuzuki Júma (japán nyelven). data.j-league.or.jp
- Szuzuki Júma (japán nyelven). so-net.ne.jp. [2019. április 12-i dátummal az eredetiből archiválva]. (Hozzáférés: 2018. december 14.)
- Szuzuki Júma (angol nyelven). worldfootball.net